# Mari Okada
Mari Okada (岡田 麿里, Okada Mari) est une scénariste d’anime, réalisatrice et auteure japonaise née en 1976. Elle a remporté le 16e Animation Kobe.

## Filmographie

### Scénariste

#### Longs métrages
- 2013 : Hanasaku Iroha: Home Sweet Home (花咲くいろは HOME SWEET HOME?)
- 2013 : AnoHana (あの日見た花の名前を僕達はまだ知らない, Ano Hi Mita Hana no Namae o Boku-tachi wa Mada Shiranai?)
- 2015 : Jun, la voix du cœur (心が叫びたがってるんだ。, Kokoro ga Sakebitagatterun Da?)
- 2016 : Selector Destructed Wixoss (劇場版 selector destructed WIXOSS?)
- 2018 : Maquia (さよならの朝に約束の花をかざろう, Sayonara no asa ni yakusoku no hana o kazarō?)
- 2019 : Le bleu du ciel dans ses yeux (空の青さを知る人よ, Sora no Aosa o Shiru Hito yo?)
- 2019 : Kimi dake ni Motetainda (キミだけにモテたいんだ?)
- 2020 : Loin de moi, près de toi (泣きたい私は猫をかぶる, Nakitai Watashi wa Neko o Kaburu?)
- 2023 : Maboroshi (アリスとテレスのまぼろし工場, Arisu to Teresu no maboroshi kōjō?)

#### Séries télévisées
- 2013 : AKB0048 Next Stage
- 2013 : Nagi no Asukara (凪のあすから?)
- 2014 : Selector Infected Wixoss
- 2014 : M3 the dark metal (Ｍ３ -ソノ黒キ鋼-, M3 - Sono Kuroki Hagane?)
- 2014 : Selector Spread Wixoss
- 2015 : Gourmet Girl Graffiti (幸腹グラフィティ, Koufuku Graffiti?)
- 2015 : Mobile Suit Gundam: Iron-Blooded Orphans (機動戦士ガンダム 鉄血のオルフェンズ, Kidō Senshi Gundam: Tekketsu no Orphans?)
- 2016 : The Lost Village (迷家‐マヨイガ, Mayoiga?)
- 2016 : Kiznaiver (キズナイーバー?)
- 2018 : Pilote Dragon : Hisone et Masotan (ひそねとまそたん, Hisone to Maso-tan?)
- 2019 : O Maidens in Your Savage Season (荒ぶる季節の乙女どもよ, Araburu Kisetsu no Otome-domo yo?)

#### OAV
- 2013 : Zetsumetsu Kigu Shōjo Amazing Twins (絶滅危愚少女 Amazing Twins?)

### Réalisatrice
- 2018 : Maquia (さよならの朝に約束の花をかざろう, Sayonara no asa ni yakusoku no hana o kazarō?)
- 2023 : Maboroshi (アリスとテレスのまぼろし工場, Arisu to Teresu no maboroshi kōjō?)